# Nellie Benner
Nellie Benner (Landsmeer, 19 november 1986) is een Nederlands actrice en presentatrice.

## Levensloop

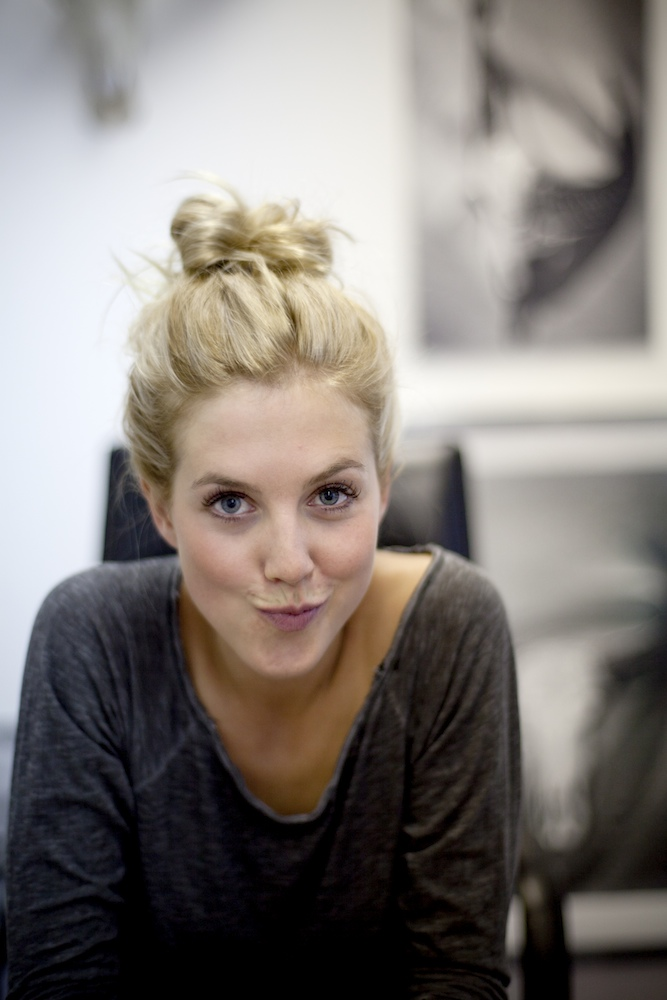
Nellie Benner (2012)

Benner ging naar het Bertrand Russell College in Krommenie. Na een jaar rechten te hebben gestudeerd aan de Universiteit van Amsterdam ging ze naar de faaam (filmactorsacademie Amsterdam). Naast haar acteeropleiding studeerde ze Creatieve therapie. Haar entree in de filmwereld maakte ze met de films Vlees en Crepuscule. Hierna volgden rollen in onder meer Het Huis Anubis en de Vijf van het Magische Zwaard, Tien torens diep en Koen Kampioen, dat werd uitgezonden op Z@PP.
Naast kinderseries speelde ze komedie met Jeroen van Koningsbrugge en Dennis van de Ven. Hier vertolkte ze de rol van Neeltje in Neonletters (Talpa). Meer komedie volgde, zoals in Bonkers! (SBS6) en gastrollen in onder meer Aaf, Feuten, Mannenharten en Finn. Benner verscheen in televisiereclames van Mora, als Flora van Mora, het nichtje van Cora van Mora.
In 2014 maakte ze haar debuut als vj bij de muziekzender Wildhitz. Vanaf 2017 is zij een van de drie presentatoren van Drugslab: een YouTube-serie van BNNVARA waarbij ze drugs uitprobeert en uitlegt hoe ze dit ervaart.
In 2020 begon ze met het presenteren van de podcast Wat Je Niet Leert: een podcast met onderwerpen waar je niet over leert. Daarnaast is ze in 2022 weer op de radio te horen als DJ van de middagshow Barend & Benner, die zij samen doet met Barend van Deelen op NPO 3FM (PowNed). 
In juni 2023 vertolkte ze een gastrol als receptioniste in de Netflix-film Oei, ik groei!.

## Privé
Benner is verloofd en is moeder van een dochter.

## Filmografie

### Film
- 2009: Crepuscule, als meisje
- 2010: Vlees, als Roxy
- 2013: Vrije Wil
- 2013: Finn, als secretaresse
- 2014: Loodvrij, als Kyra
- 2016: De roze bril, als Betty
- 2018: No Way Out, als Allaine du Pont
- 2021: Bibi's Breakfast, als Bibi
- 2023: Oei, ik groei!, als receptioniste

### Televisie
- 2010: SpangaS, als Kat
- 2010: NeonLetters, als Neeltje
- 2011: Het Huis Anubis en de Vijf van het Magische Zwaard, als Hester van Vleuten
- 2012: Koen Kampioen, als juf Martje
- 2012: De Meisjes van Thijs, als Sam
- 2012: Bonkers, als blondje
- 2012: Achter gesloten deuren, als Jolande
- 2013: Aaf, als Janine
- 2018: De pepernoten club, als Prankpiet
- 2021: De slet van 6vwo, als Janna Drost